# Edificio sede del Tribunal Calificador de Elecciones
El Edificio sede del Tribunal Calificador de Elecciones es un inmueble ubicado en la intersección de las calles Compañía con Teatinos, en el centro de la ciudad de Santiago, Chile. Obra del arquitecto Ricardo González Cortés, fue construido en 1932 para la Caja de Accidentes del Trabajo, y desde 1988 es la sede del Tribunal Calificador de Elecciones. El edificio fue declarado Monumento Nacional de Chile, en la categoría de Monumento Histórico, mediante el Decreto n.º 157, del 4 de mayo de 2015.

## Historia
El edificio fue diseñado por el arquitecto Ricardo González Cortés, y fue construido en 1932 como sede de la Caja de Accidentes del Trabajo, uno de los servicios públicos que se crearon luego de la crisis de 1929, como la Caja del Seguro Obrero y la Caja Nacional de Ahorros.
Se mantuvo como sede de la institución hasta 1968, cuando se instaló en el edificio los Tribunales del Trabajo. En 1988 pasó a ser la sede del Tribunal Calificador de Elecciones, y en 2008 la propiedad del inmueble pasó definitivamente a esta institución.

## Descripción
El edificio de cinco pisos y de estilo art déco, está construido en hormigón armado, y su fachada presenta pilastras simplificadas entre los vanos, y grecas inspiradas en motivos mapuches.